# Combarro

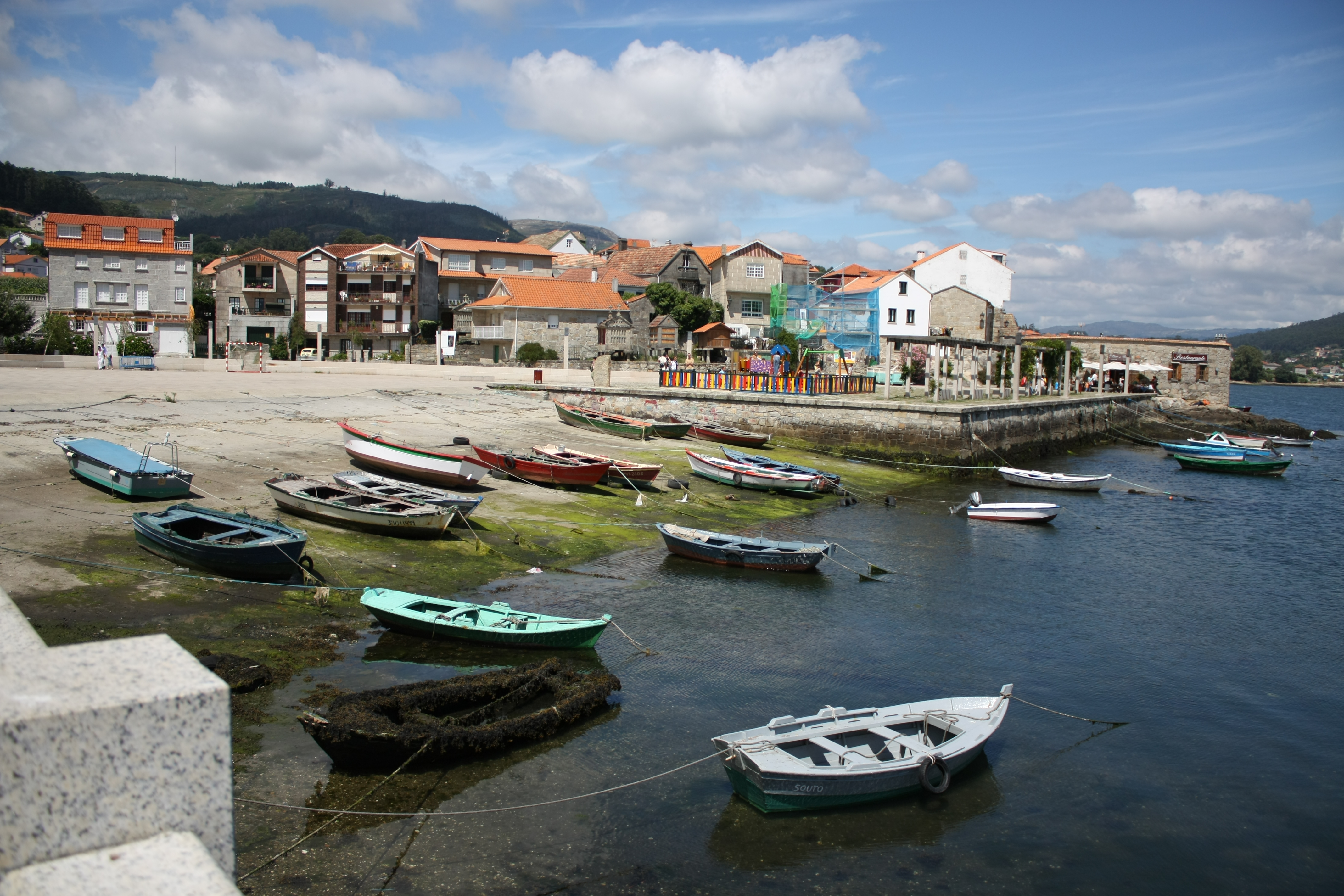
Combarro

San Roque de Combarro és una parròquia i localitat del municipi gallec de Poio, a la província de Pontevedra. Va ser un municipi independent fins a principis del segle xx.
És un poble mariner situat a la ria de Pontevedra. La seva zona vella està declarada Conjunt històric-artístic, amb nombrosos hórreos i cases singulars. Entre els seus monuments destaquen també les esglésies de San Roque i San Bernardo. Des de 2001 el 24 d'agost s'hi celebra la Festa del Mar.
Tenia l'any 2015 una població de 1.869 habitants agrupados en 8 entidades de poboación: A Armada, Chancelas, A Chousa, Cidrás, Combarro, A Costa, Tarrío i Xuviño.